# Kirishima (Schiff, 1915)
Die Kirishima (jap. 霧島) war ein Kriegsschiff der japanischen Marine, das im Ersten und Zweiten Weltkrieg eingesetzt wurde. Es war benannt nach dem Berg Kirishima, einem Vulkan in der Präfektur Kagoshima. Das Schiff wurde am 15. November 1942 in der Seeschlacht von Guadalcanal vom US-amerikanischen Schlachtschiff Washington versenkt.

## Planung und Bau
Der Kiel der Kirishima wurde am 17. März 1912 auf der Werft der Mitsubishi in Nagasaki gelegt. Sie war einer von drei Schlachtkreuzern der Kongō-Klasse, die in Japan als Kopien der in Großbritannien gebauten Kongō gebaut wurden.
Unter dem Druck des Washingtoner Flottenvertrages von 1922, in dem Japan eingeschränkt wurde, weitere Großkampfschiffe zu bauen, wurde sie zwischen 1927 und 1930 zum Schlachtschiff umklassifiziert. Im Zuge eines weiteren Modernisierungsprogramms, das auf Japans Austritt aus dem Völkerbund 1933 folgte, wurde die Kirishima umfassend modernisiert. Sie erhielt eine neue Maschinenanlage, die fast doppelt so viel Leistung lieferte wie das Vorgängermodell und eine theoretische Geschwindigkeit von bis zu 31 Knoten ermöglichte. Es stellten sich später bei der Kirishima jedoch nur 29,8 Knoten heraus. Es wurden auch die Panzerung und die Feuerleitsysteme überarbeitet, so dass sich das Schiff so weit veränderte, dass man es zum Schnellen Schlachtschiff umklassifizierte.
Die im September 1939 von der Regierung beschlossenen Pläne für die Erweiterung und Modernisierung der Kaiserlich Japanischen Marine hätten innerhalb von sechs Jahren den Ersatz der alternden Kirishima durch ein Superschlachtschiff der Yamato-Klasse vorgesehen.

## Einsatzgeschichte der Kirishima

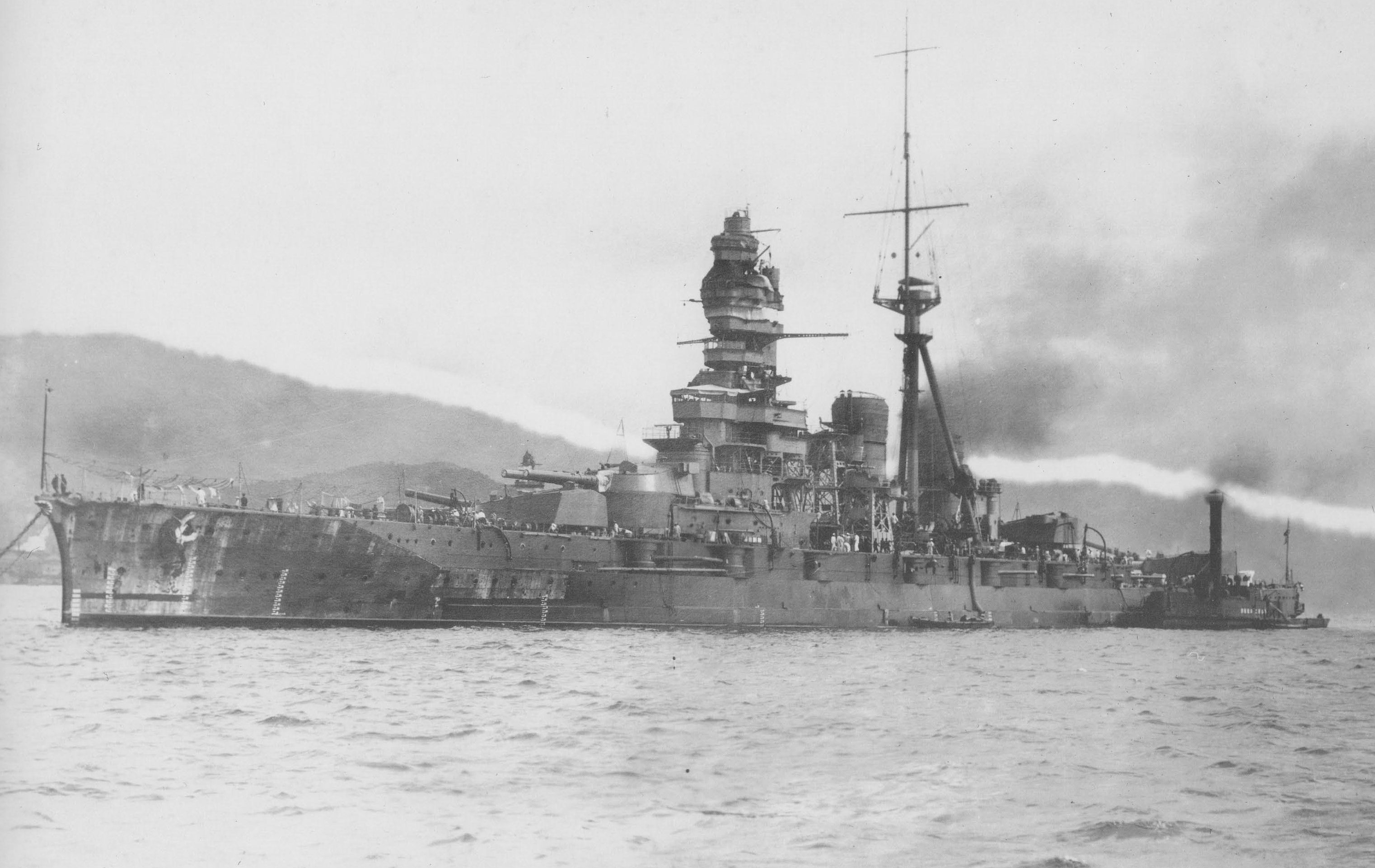
Die Kirishima nach der ersten großen Modernisierung 1930 vor Kure

Als Bestandteil der Kidō Butai nahm die Kirishima am Angriff auf Pearl Harbor am 7. Dezember 1941 teil. Anschließend fuhr sie im Frühjahr 1942 Einsätze bei der japanischen Offensive in Ostindien und gehörte der Flotte an, welche die Briten im Indischen Ozean besiegte.
Anfang März 1942 war die Kirishima als Teil von Vizeadmiral Mikawas Kampfgruppe nahe den Christmas Islands eingesetzt. Die Kampfgruppe geriet in ein Gefecht mit der einzeln fahrenden Edsall – einem Zerstörer der Clemson-Klasse. Unterstützt durch Sturzkampfbomber von Admiral Nagumos Flugzeugträgern und Schweren Kreuzern wurde der geschickt geführte Zerstörer schließlich versenkt. Im Zuge des Gefechts wurden von Kirishima und Hiei rund 297 35,6-cm-Granaten verschossen.
Schließlich wurde die aus Kirishima und Hiei bestehende 11. Schlachtschiffdivision der 3. Flotte zugeteilt. Die Kirishima erhielt noch im August 1942 einen frühen Typ eines japanischen Radarsystems vom Typ 21 Go Denkan Mod. 1 für die Suche nach Flugzeugen. Im Rahmen der Trägerschlachten bei den Ost-Salomonen und bei den Santa-Cruz-Inseln wurden die Schlachtschiffe als Teil von Admiral Kondōs Kampfgruppen eingesetzt.
Nachdem US-amerikanische Marineinfanterie auf Guadalcanal gelandet war und auf der Insel ein Flugfeld eingerichtet hatte, war es japanischen Flottenverbänden nicht mehr möglich, ihre auf der Insel befindlichen Truppen bei Tageslicht zu versorgen, da man Luftangriffe auf die Transportschiffe fürchten musste. Admiral Kondō ließ seine Schiffe unter dem Befehl von Konteradmiral Abe Hiroaki nun hauptsächlich Sicherungseinsätze für die eigenen Transporter bei ihren nächtlichen Einsätzen fahren. Da der Landepunkt für japanische Verstärkungstruppen auf der Insel nur wenige Seemeilen vom Landepunkt der amerikanischen Verstärkungen entfernt lag, boten sich zudem Flottenoperationen gegen amerikanische Transportflotten und der Einsatz schwerer Kriegsschiffe wie der Kirishima zur Beschießung des Flugplatzes Henderson Field an.
Am 13. November 1942 drang die Kirishima mit ihrem Schwesterschiff Hiei in den Eisensund vor, um Henderson Field zu beschießen. Nachdem sich amerikanische Verteidiger überraschend zur Schlacht stellten, kam es auf beiden Seiten zu schweren Verlusten. Die Hiei und der Zerstörer Yūdachi mussten aufgegeben werden und die übrigen Schiffe, einschließlich der Kirishima, zogen sich zurück, um bei Tagesanbruch außerhalb der Reichweite der US-Flugzeuge zu sein. Die Kirishima hatte lediglich einen Treffer einer 20,3-cm-Granate erhalten und den Kreuzer San Francisco schwer beschädigt.

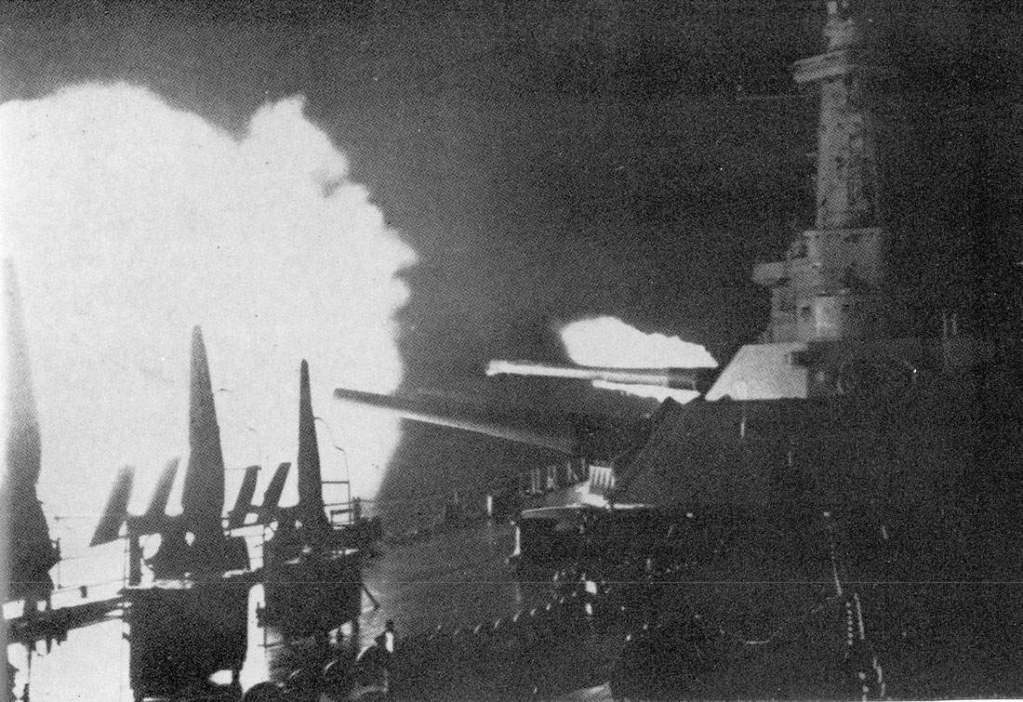
Die Washington feuert in der Nacht des 15. Novembers eine Salve auf die Kirishima ab.

Als die Kirishima einige Tage darauf am 15. November für den Tokyo Express als Sicherung in Richtung Guadalcanal fuhr, meldeten japanische Aufklärungsflugzeuge zwei amerikanische Kreuzer vor Guadalcanal und Admiral Kondō – dieses Mal an Bord der Atago – beschloss, diese Schiffe mit einer Zangenbewegung um die Insel Savo herum von zwei Seiten gleichzeitig anzugreifen. Die Besatzung der Kirishima sah sich bei der Umrundung von Savo jedoch einem Schlachtschiff und mehreren Zerstörern gegenüber. Während die japanischen Schiffe ihr Feuer auf die South Dakota konzentrierten, blieb das zweite amerikanische Schlachtschiff, die Washington, in der Dunkelheit unentdeckt. Die Japaner identifizierten die South Dakota fälschlich als Schiff der North-Carolina-Klasse und meldeten schließlich die schwere Beschädigung des Gegners und seinen zu erwartenden Untergang an ihre Führungsstellen. Das entsprach nicht der Wahrheit, dennoch war die South Dakota nach einem 35,6-cm-Treffer der Kirishima und vielen Treffern der Kreuzer faktisch kampfunfähig und zog sich zurück. Das amerikanische Schlachtschiff hatte zwar 115 schwere Granaten verschossen, aber keine bestätigten Treffer mit seiner Hauptartillerie erzielt.
Durch ihr Radar gelang es der Washington, die Position der Kirishima genau zu erfassen und sich auf Grund dieser Daten in eine günstige Schussposition zu manövrieren. Kurz nach Mitternacht des 14. November geriet die Kirishima unter heftiges Feuer der Washington auf eine für Nachtgefechte ohne Radar unvorstellbare Entfernung von über 7 km und erhielt dabei 75 Treffer in nur sieben Minuten, davon mindestens neun vom Kaliber 40,6 cm. Danach war sie nur noch ein treibendes Wrack. Die Kirishima so schwer beschädigt, dass sie mit schwerer Schlagseite brennend Kreisbögen fuhr, da ihr Ruder beschädigt worden und auf 10° Steuerbord verkeilt war. Der Rudermaschinenraum war überflutet und Brände machten den Aufenthalt in den Maschinenräumen bald unmöglich. Zahlreiche Maschinisten waren bereits tot, zwei Hauptgeschütztürme ausgefallen und die um sich greifenden Feuer bedrohten die Pulvermagazine der vorderen und achteren Turmgruppen, so dass deren Flutung befohlen wurde. Das Schiff war nun nicht mehr zu retten. Nachdem Admiral Kondo den Schadensbericht erhalten hatte, wies er Kaigun-Taisa Sanji Iwabuchi an, die Kirishima aufzugeben. Sie ging um 4:25 Uhr Ortszeit unter. Mehr als 300 Besatzungsmitglieder kamen in der Seeschlacht und beim Untergang der Kirishima ums Leben, die übrigen wurden von japanischen Zerstörern aufgenommen.

## Wrack
Im August 1992 entdeckte ein Team um den amerikanischen Tiefseeforscher Robert D. Ballard ein kieloben liegendes Wrack eines Schlachtschiffes der Kongō-Klasse in rund 1220 m Tiefe und ordnete dieses Wrack aufgrund der Position und der zu erkennenden Beschädigungen der Kirishima zu.

## Liste der Kommandanten
| Nr. | Name                               | Beginn der Amtszeit | Ende der Amtszeit | Bemerkungen                                                    |
| --- | ---------------------------------- | ------------------- | ----------------- | -------------------------------------------------------------- |
| 1.  | Kapitän zur See Kamaya Rokuro      | 19. April 1915      | 13. Dezember 1915 | seit 15. Dezember 1914 mit der Baubelehrung betraut            |
| 2.  | Kapitän zur See Shima Takeshi      | 13. Dezember 1915   | 1. Dezember 1916  |                                                                |
| 3.  | Kapitän zur See Matsumura Junichi  | 1. Dezember 1916    | 16. Juli 1917     |                                                                |
| 4.  | Kapitän zur See Nakamura Masaki    | 16. Juli 1917       | 1. Dezember 1917  |                                                                |
| 5.  | Kapitän zur See Mimura Kinzaburō   | 1. Dezember 1917    | 10. November 1918 |                                                                |
| 6.  | Kapitän zur See Katsuki Genjirō    | 10. November 1918   | 20. November 1919 |                                                                |
| 7.  | Kapitän zur See Yokoo Hisashi      | 20. November 1919   | 8. November 1920  |                                                                |
| 8.  | Kapitän zur See Yasumura Sukeichi  | 8. November 1920    | 1. Dezember 1921  |                                                                |
| 9.  | Kapitän zur See Teraoka Heigo      | 1. Dezember 1921    | 1. Dezember 1922  |                                                                |
| 10. | Kapitän zur See Andō Masataka      | 1. Dezember 1922    | 6. November 1923  |                                                                |
| 11. | Kapitän zur See Sakamoto Teiji     | 6. November 1923    | 1. Dezember 1924  |                                                                |
| 12. | Kapitän zur See Fujita Hisanori    | 1. Dezember 1924    | 20. Oktober 1925  |                                                                |
| 13. | Kapitän zur See Katō Takayoshi     | 20. Oktober 1925    | 1. Dezember 1926  |                                                                |
| 14. | Kapitän zur See Honshuku Naojirō'  | 1. Dezember 1926    | 1. Dezember 1927  |                                                                |
| 15. | Kapitän zur See Iwamura Kanekoto   | 1. Dezember 1927    | 10. März 1928     |                                                                |
| 16. | Kapitän zur See Furukawa Yoshikazu | 10. März 1928       | 10. Dezember 1928 |                                                                |
| 17. | Kapitän zur See Inoue Choji        | 10. Dezember 1928   | 2. August 1929    |                                                                |
| 18. | Kapitän zur See Hirota Minoru      | 2. August 1929      | 1. Dezember 1930  |                                                                |
| 19. | Kapitän zur See Kikuno Shigeru     | 1. Dezember 1930    | 1. Dezember 1931  |                                                                |
| 20. | Kapitän zur See Uno Sekizō         | 1. Dezember 1931    | 1. Dezember 1932  |                                                                |
| 21. | Kapitän zur See Kitaoka Haruo      | 1. Dezember 1932    | 15. November 1933 |                                                                |
| 22. | Kapitän zur See Takahashi Ibō      | 15. November 1933   | 15. November 1934 |                                                                |
| 23. | Kapitän zur See Tange Kunji        | 15. November 1934   | 15. November 1935 |                                                                |
| 24. | Kapitän zur See Mikawa Gun’ichi    | 15. November 1935   | 1. Dezember 1936  |                                                                |
| 25. | Kapitän zur See Makita Kakusaburō  | 1. Dezember 1936    | 1. Dezember 1937  |                                                                |
| 26. | Kapitän zur See Kanazawa Masao     | 1. Dezember 1937    | 15. November 1938 |                                                                |
| 27. | Kapitän zur See Tada Takeo         | 15. November 1938   | 15. November 1939 |                                                                |
| -   | Kapitän zur See Kubo Kyuji         | 15. November 1939   | 27. Dezember 1939 | Kommandant der Kaga, mit der Wahrnehmung der Geschäfte betraut |
| 28. | Kapitän zur See Tomonari Saichirō  | 27. Dezember 1939   | 19. Oktober 1940  |                                                                |
| 29. | Kapitän zur See Shiraishi Kazutaka | 19. Oktober 1940    | 15. August 1941   |                                                                |
| 30. | Kapitän zur See Yamaguchi Jihei    | 15. August 1941     | 20. April 1942    |                                                                |
| 31. | Kapitän zur See Iwabuchi Sanji     | 20. April 1942      | 20. November 1942 |                                                                |